# Махамрітьюмджая-мантра
Махамрітьюмджая-мантра  (санскр.: महामृत्युंजय मंत्र, mahāmṛtyuṃjaya mantra «мантра великого переможця смерті»), також називається Триямбака-мантра (по першому слову мантри). Мантра звертається до "Триямбака" (до Рудри в іпостасі Триямбака) -- Трьохокого, що пізніше ототожнюється з Шивою. Також існує переклад Триямбака -- «Той, що має 3 матерів». Вперше зустрічається в Ріґведі (7.59.12) та повторюється в Тайттірія-самхіті Крішна Яджурведи (1.8.6) в Рудра-сукті.

## Текст та переклад
Написання на Деванаґарі:
[ॐ त्र्यम्बकं यजामहे सुगन्धिंम् पुष्टिवर्धनम् । ] Помилка: {{Lang}}: недійсний параметр: |3= (допомога)
[उर्वारुकमिव बन्धनान् मृत्योर्मुक्षीय मामृतात् ।। ] Помилка: {{Lang}}: недійсний параметр: |3= (допомога)
Транслітерація згідно з IAST:
oṁ tryambakaṁ yajāmahe sugandhiṁ puṣṭi-vardhanam ǀ IAST
urvārukam-iva bandhanān mṛtyormukṣīya māmṛtāt ǁ IAST
Переклад:
|  | Ми вклоняємось Триокому Господу, Духмяному, Тому хто плекає всі створіння! Як дозрілий огірок (за допомоги садівника звільнений) від стеблини, нехай Він звільнить нас від смерті заради безсмертя! |